# (16657) 1993 UB
(16657) 1993 UB est un astéroïde Amor découvert en 1993.

## Description
(16657) 1993 UB a été découvert le 23 octobre 1993 à l'observatoire de Siding Spring, situé près de Coonabarabran, en Nouvelle-Galles du Sud, en Australie, par Robert H. McNaught.

### Caractéristiques orbitales
L'orbite de cet astéroïde est caractérisée par un demi-grand axe de 2,28 UA, un périhélie de 1,23 UA, une excentricité de 0,46 et une inclinaison de 24,99° par rapport à l'écliptique. Du fait de ces caractéristiques, à savoir un périhélie compris entre 1,017 et 1,3 UA, il est classé comme astéroïde Amor, une famille d'astéroïdes géocroiseurs, s'approchant de l'orbite de la Terre.

### Caractéristiques physiques
(16657) 1993 UB a une magnitude absolue (H) de 16,7 et un albédo estimé à 0,418.